# Verdala Palace

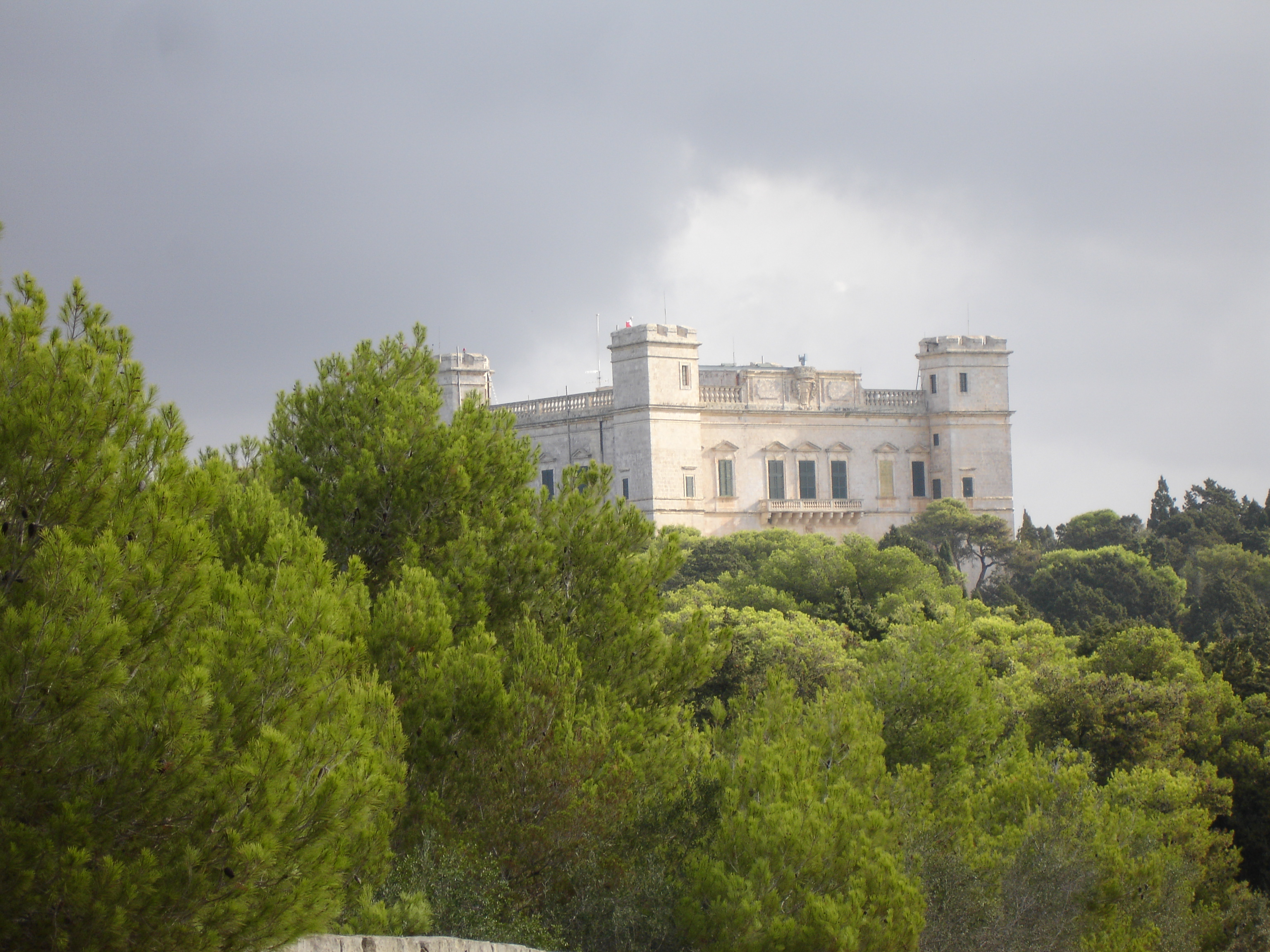
Verdala Palace

Der Verdala Palace ist ein Palast in der Gemeinde Siġġiewi (maltesisch Is-Siġġiewi), Malta. Er ist eine offizielle Residenz des Präsidenten der Republik Malta. 

## Geschichte
Am Standort des Palastes befand sich früher eine Jagdhütte, die im Auftrag von Großmeister Jean de la Valette-Parisot zwischen 1557 und 1568 erbaut worden war. Nach der Übereignung der Insel an den Johanniterorden etablierte er auf der Insel die Jagd als ein gesellschaftliches Ereignis. Dazu wählte er wegen der üppigen Vegetation, die nahrungssuchendes Wild anzog, den jetzt Buskett Gardens genannten Bereich (italienisch: Boschetto). Der Bach im unterhalb der Erhebung liegenden Wied il-Luq genannten Tal, eines der wenigen Vorkommen von Oberflächenwasser auf der Insel, sorgte während des größten Teils des Jahres für die Bewässerung der Gegend. 
Das derzeitige Gebäude wurde von Großmeister Hugues Loubenx de Verdale im Jahre 1586 errichtet. Verdale wünschte eine Anlage, die einerseits repräsentativ und komfortabel war, andererseits auch einen gewissen Schutz bot. Der Architekt Gerolamo Cassar, der im Auftrag des Ordens zahlreiche Bauwerke auf der Insel errichtete, plante an dieser Stelle eine kleine Befestigungsanlage gegen die zu dieser Zeit noch häufigen osmanischen Überfälle auf die Insel. Am deutlichsten wird dies in der Integration eines trockenen Grabens, der die Anlage umrundet. Der beim Ausheben des Grabens gewonnene Stein diente zum Bau des Gebäudes. Großmeister Jean de Lascaris-Castellar (1636–1657) und später Großmeister Antonio Manoel de Vilhena (1722–1736) bauten die Anlage weiter aus. 
Im Jahr 1800 wurde der Palast als Militärgefängnis für die Soldaten Napoleons, die sich den anglo-maltesischen Streitkräfte ergeben hatten, verwendet. Danach wurde das Gebäude für einige Zeit als Seidenfabrik genutzt und verfiel nach deren Schließung.
Gouverneur Sir Frederick Ponsonby (1827–1836) begann mit der Instandsetzung des Gebäudes. Unter Gouverneur Sir William Reid (1851–1858) wurde der Palast wiederhergestellt.
Verdala Palace wurde dann wie auch San Anton Palace als Sommerresidenz der Gouverneure genutzt. Während dieser Zeit wurden weitere Veränderungen vorgenommen. Im Jahr 1939, zu Beginn des Zweiten Weltkriegs, wurde der Palast als Depot für die Sammlung des National Museum of Fine Arts verwendet.
Ab 1982 wurde Verdala Palace für offizielle Staatsempfänge genutzt. Eine neue Stromversorgung wurde installiert, die Außenwände saniert und die Einrichtungen verbessert. Im Jahr 1987 übernahm der amtierende Präsident Paul Xuereb Verdala Palace als seinen Amtssitz. Der Palast beherbergte viele bedeutende Persönlichkeiten, wie König Georg V. und Königin Mary 1912, Prinz Albert im Jahr 1913, den späteren König Georg VI. im April 1943, König Eduard VII. und Königin Alexandra, Kaiserin Maria Fjodorowna von Russland im Jahre 1909 und 1919, Kaiser Wilhelm II. in 1904, Oberst Muammar al-Gaddafi, Josip Broz Tito, Nicolae Ceaușescu und Giovanni Leone.
Verdala Palace ist derzeit die offizielle Sommerresidenz des Präsidenten von Malta. In der jüngsten Vergangenheit fanden zahlreiche Aktivitäten, wie zum Beispiel der jährliche Moon Ball im August sowie Konzerte zugunsten der Malta Community Chest, im Palast statt. Der Palast ist nicht öffentlich zugänglich.

## Architektur

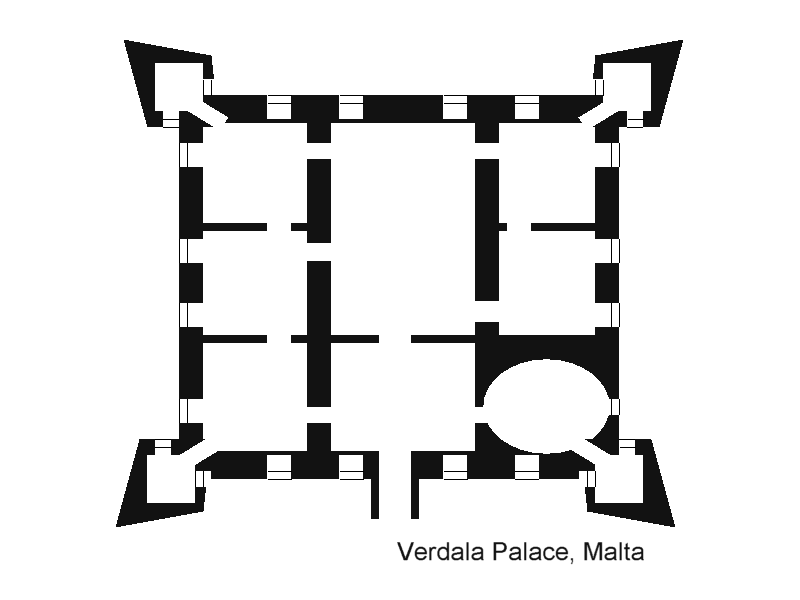
Grundriss (Skizze, ohne Maßstab)

Das Gebäude ist von italienischen Villen inspiriert, die Cassar auf seinen Studienreisen kennenlernte. Gleichzeitig erinnert es im Grundriss und den Türmen an die vom Orden auf der Insel erbauten Wehrtürme. Der Grundriss des Palastes ist nahezu quadratisch mit einer Seitenlänge von etwa 23 bzw. 28 Metern. Die Villa hat zwei Stockwerke, die an allen vier Ecken vorgelagerten Türme deren drei. Der Zugang erfolgt über eine kleine Brücke in eine nahezu quadratische Eingangshalle.
Auf die Eingangshalle folgt die rechteckige Haupthalle mit einem Tonnengewölbe. Dieser Raum diente als Speisezimmer. Links bzw. rechts der Halle befinden sich drei bzw. zwei kleinere, quadratische Räume. Der Aufgang zum zweiten Stockwerk befindet sich im Raum rechts neben der Eingangshalle. Die Haupttreppe des Palastes ist eine spiralförmige Wendeltreppe. Sie wurde ebenfalls von Cassar entworfen. Die Türme werden durch Zugänge in den Eckzimmern erschlossen.
Die Hauptfassade des Palastes ist nach Norden ausgerichtet. Neben dem Hauptportal befinden sich auf jeder Seite je zwei Fenster. Tür und Fenster sind mit einfachen Faschen im Stil der Renaissance eingefasst. Erstes und zweites Stockwerk werden optisch durch ein Fenstergesims optisch voneinander getrennt. Das zweite Stockwerk mit dem Balkon über dem Eingangsportal, den Balustraden und den dreieckigen Ziergiebeln über den Fenstern weist barocke Elemente auf und wurde später hinzugefügt.
Das Gewölbe in der Haupthalle des Verdala Palace ziert ein Wandgemälde mit der Darstellung von acht mythologischen Figuren und zwei Tugenden, die alle innerhalb einer fiktiven architektonische und pflanzliche Dekoration angeordnet sind. Das Gemälde wird auf das Ende des 16. Jahrhunderts datiert und dem florentinischen Maler Filippo Paladini (Val di Sieve, 1544 – Mazzarino, 1614) zugeschrieben, diese Zuschreibung kann jedoch derzeit nicht durch Dokumente belegt werden.
Ein genaues Studium des Bildes zeigt, dass seine Geschichte in der Tat sehr komplex ist. Mehrere umfangreiche Restaurierungen konnten nachgewiesen, die meisten bisher jedoch nicht eindeutig zugeordnet werden. Die letzte umfassende Übermalung wurde in den Jahren 1910–1912 von einem maltesischen Künstler, Giuseppe Cali (1846–1930) durchgeführt. In den späten 1930er Jahren wurde unter dem Gouverneur Sir Charles Bonham Carter das gesamte Gewölbe mir Firnis bedeckt und anschließend weiß übermalt. In den 1980er Jahren wurden Teile des Gemäldes, wie die Figur der Pallas, wiederhergestellt. Im Jahr 2003 wurde die gesamte erste Wölbung, in der Baccus und Mars dargestellt sind, freigelegt. Die Arbeiten zur Rekonstruktion des Gemäldes werden derzeit fortgesetzt.
Unmittelbar nördlich des Palastes befindet sich eine im Stil des französischen Barock erbaute Kapelle.

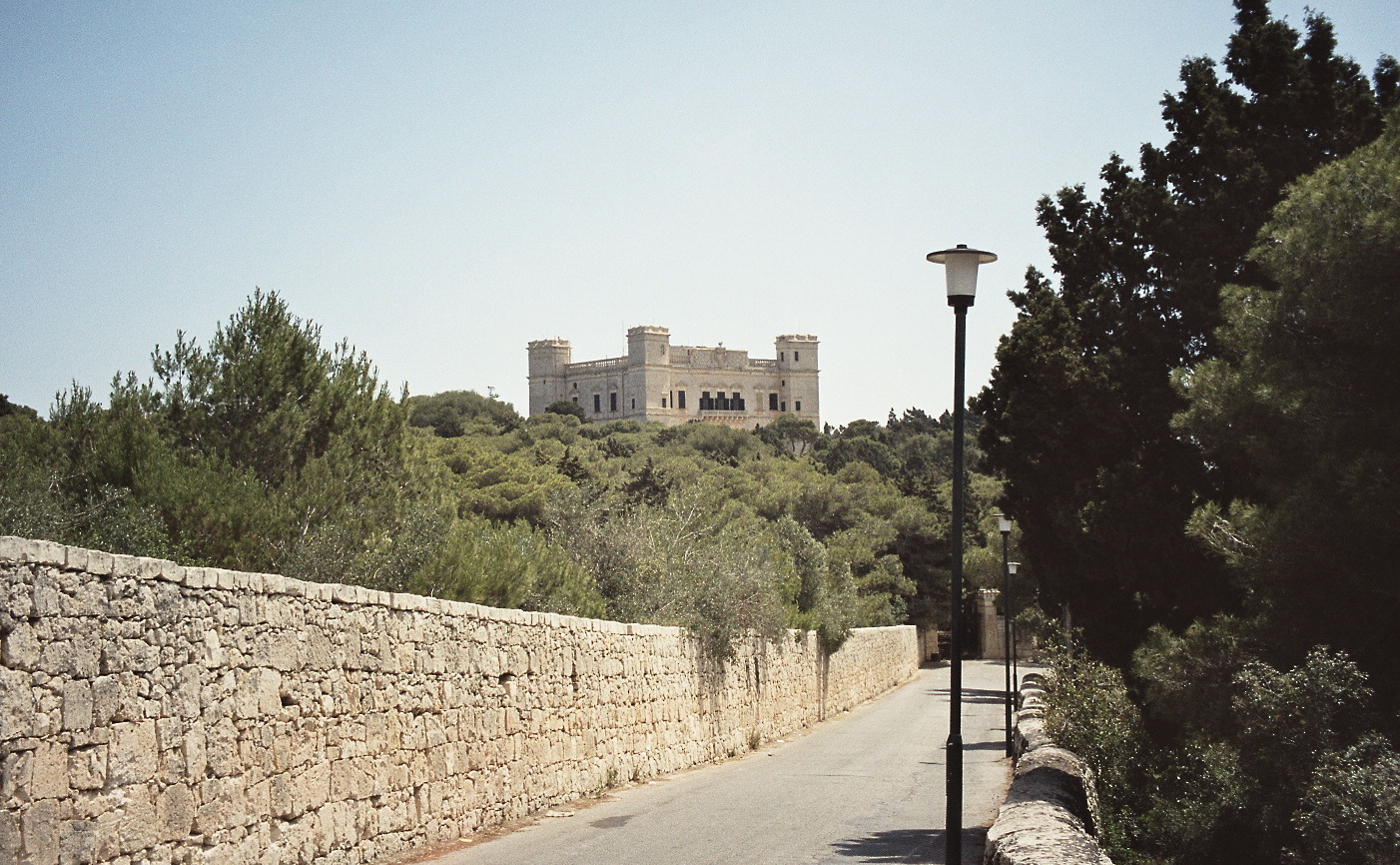
Buskett Gardens mit Verdala Palace

Die Buskett Gardens stellen das einzige geschlossene Waldgebiet der Insel dar und sind Nistplatz für viele Vogelarten. Alljährlich am 29. Juni findet in den Gardens das Mnarja-Lichterfest statt. Dieses Erntedankfest ist wahrscheinlich der Ursprung der maltesischen Fiestas, bei denen die Heiligen verehrt werden.

## Trivia
Der Palast diente für die erfolgreiche Serie Game of Thrones als Drehort in der ersten Staffel. Er stand für einen Palast in der fiktiven Stadt Pentos.